# Doxocopa sultana
Doxocopa sultana är en fjärilsart som beskrevs av Foetterle 1902. Doxocopa sultana ingår i släktet Doxocopa och familjen praktfjärilar. Inga underarter finns listade i Catalogue of Life.